# Aéroport international de San José
Ne doit pas être confondu avec Aéroport international Juan Santamaría de San José ou Aéroport de San José del Cabo.
L'aéroport international de San José Norman Y. Mineta (en anglais : Norman Y. Mineta San José International Airport) ou plus simplement l'aéroport international de San José (code IATA : SJC • code OACI : KSJC) est un aéroport américain situé à San José (Californie).
En termes de fréquentation, il est le 4e aéroport de Californie (après l'aéroport international de San Diego) et 35e aéroport des États-Unis, avec plus de 15 millions de passagers qui en font usage en 2019. Il constitue la porte d'entrée internationale de la Silicon Valley.

## Histoire
En 1939, le commerçant Ernie Renzel, futur maire de San José, mène le comité citoyen (Citizens Airport Committee) qui négocie une option d'achat pour 195 hectares du ranch Stockton de la famille Crocker en vue d'en faire le site de l'aéroport de San José. Par la suite, Renzel lance un effort public pour faire adopter une mesure d'obligation afin d'acquérir le terrain, en 1940.

Carte de l'aéroport.

En 1945, le pilote d'essai James M. Nissen et deux partenaires louent près de 7 hectares de ce terrain pour construire une piste, un hangar et bâtiment de bureaux pour une école de pilotage. Lorsque la ville de San José décide de faire développer un aéroport municipal, Nissen vend sa part de l'activité aéronautique et devient le premier gestionnaire de l'aéroport de San José. En 1946, la ville reçoit un prêt fédéral pour construire un aéroport public.
En 1948, Southwest Airlines lance les premiers vols commerciaux de l'aéroport en Douglas DC-3, sur la ligne de San Francisco à Los Angeles, avec plusieurs arrêts, dont un à San José. En 1965, le terminal passager ouvre, par la suite renommé terminal C puis démoli en 2010 afin d'étendre le terminal B.
En 2001, l'aéroport prend le nom de l'homme politique Norman Mineta, natif de San José et ancien maire de la ville, nommé secrétaire au Commerce des États-Unis sous Bill Clinton, puis secrétaire aux Transports des États-Unis sous George W. Bush.

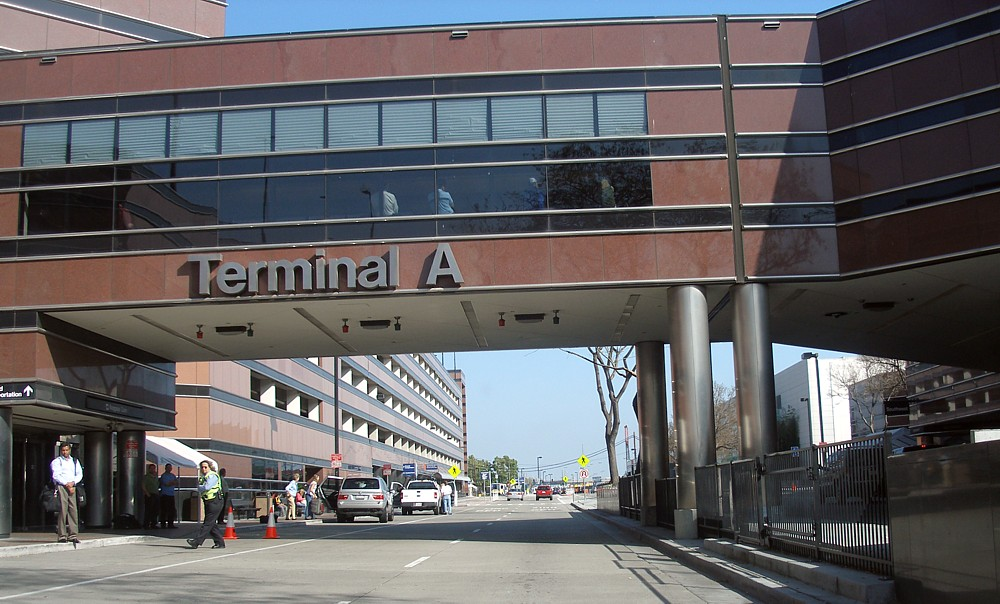
Terminal A.
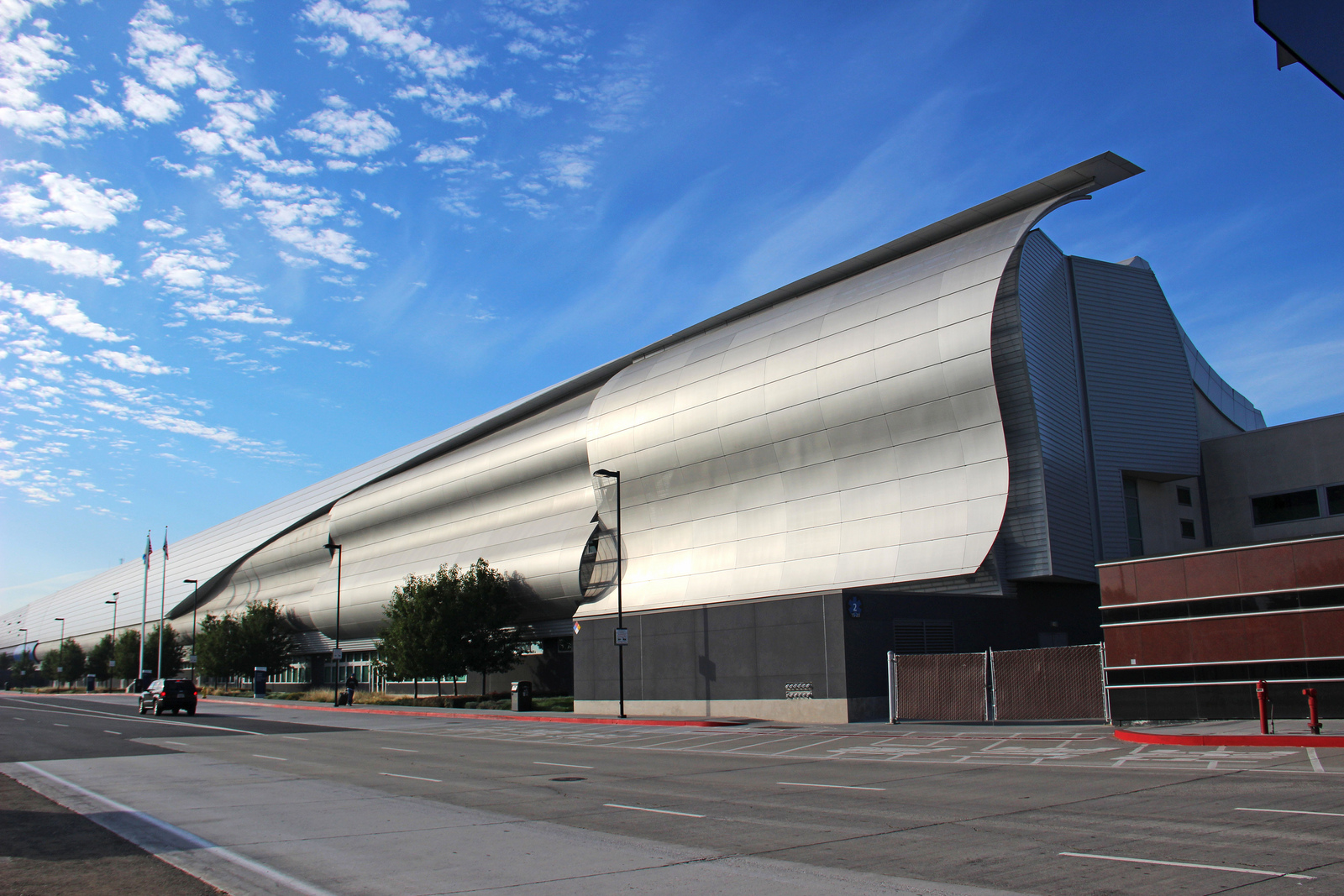
Terminal B.
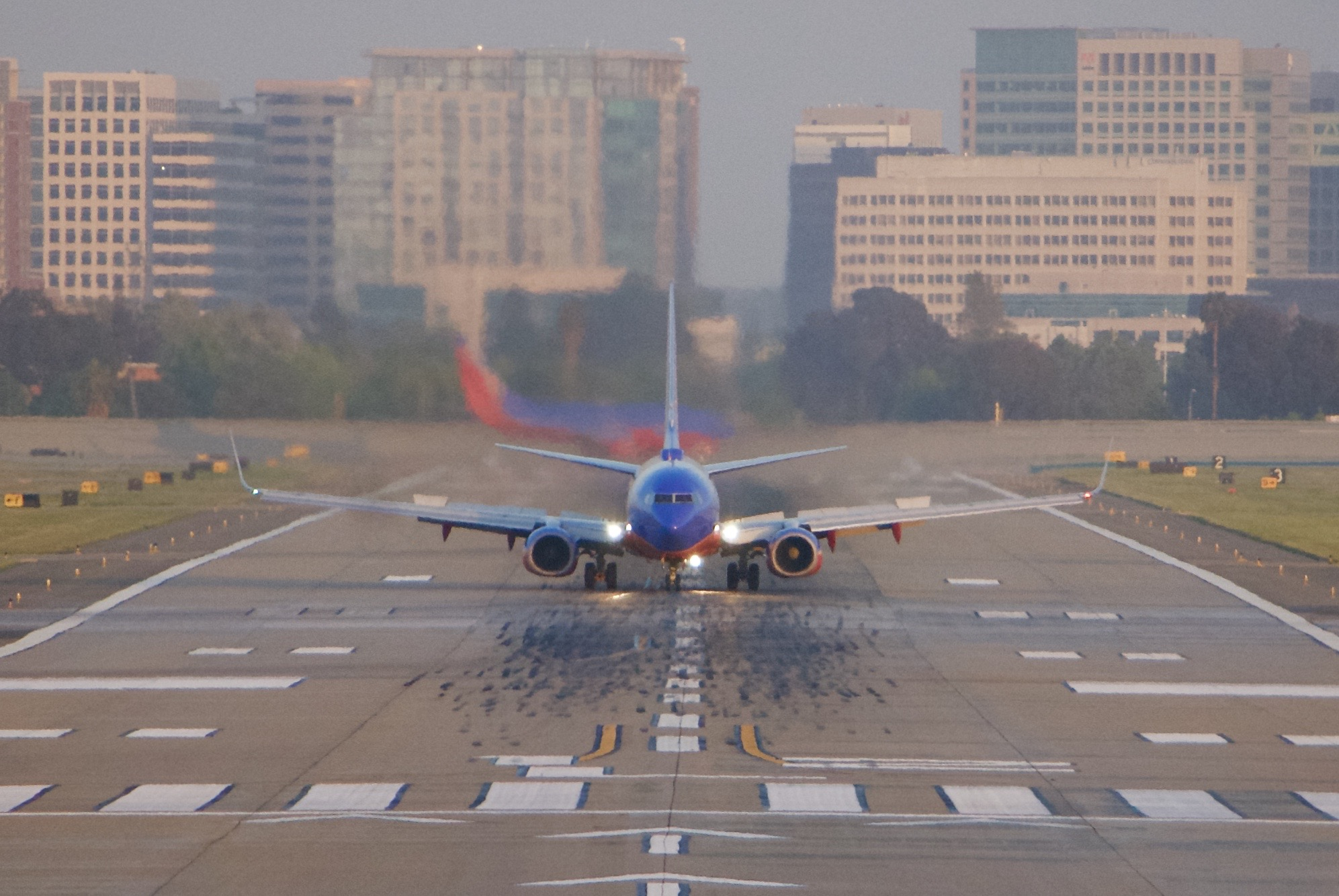
Boeing 737-700 de Southwest Airlines à l'atterrissage.

## Situation
Bien que San José soit la ville la plus importante de la baie de San Francisco en termes de population municipale, SJC est le plus petit des trois aéroports que contient la baie, avec 10,9 millions de passagers en 2006, soit moins d'un tiers du trafic quand on ajoute les aéroports de San Francisco et d'Oakland.

### Carte des aéroports de San Francisco
| \| 30 km1:588 000 \| San Francisco-SFO Oakland-OAK San José-SJC Sonoma-STS |
| 30 km1:588 000                                                             |

### Carte des aéroports de Californie
| Burbank Santa Rosa Arcata CA Long Beach Merced Santa Monica Fresno Los Angeles Palm Springs Sacramento San Diego San Francisco San Jose Oakland Ontario Santa Ana Monterey Chico Crescent City Imperial Inyokern Mammoth Lakes Carlsbad Bakersfield Modesto Redding San Luis Obispo Santa Barbara Santa Maria Stockton Visalia |

## Statistiques
Le graphique qui aurait dû être présenté ici ne peut pas être affiché car il utilise l'ancienne extension Graph, désactivée pour des questions de sécurité. Des indications pour créer un nouveau graphique avec la nouvelle extension Chart sont disponibles ici.

Voir la requête brute et les sources sur Wikidata.